# 1. Bundesliga 2021-22
La 1. Bundesliga 2021-22 fue la 59.ª edición de la Fußball-Bundesliga, la mayor competición futbolística de Alemania.
El campeonato constaron de dieciocho equipos: los mejores quince de la edición anterior, los dos mejores de la 2. Bundesliga 2020-21 y el ganador de los play-offs de ascenso y descenso entre el puesto 16.° de la Bundesliga y el 3.° de la 2. Bundesliga.

## Relevos
| Pos  | Descendidos de 1. Bundesliga |
| ---- | ---------------------------- |
| 17.º | Werder Bremen                |
| 18.º | Schalke 04                   |

| Pos | Ascendidos de 2. Bundesliga |
| --- | --------------------------- |
| 1.º | Bochum                      |
| 2.º | Greuther Fürth              |

## Información
| Equipo                                    | Ciudad          | Entrenador           | Capitán                   | Estadio                        | Aforo  | Proveedor | Patrocinador            |
| ----------------------------------------- | --------------- | -------------------- | ------------------------- | ------------------------------ | ------ | --------- | ----------------------- |
| Arminia Bielefeld                         | Bielefeld       | Marco Kostmann INT   | Fabian Klos Manuel Prietl | SchücoArena                    | 28 008 | Macron    | Schüco                  |
| Augsburgo                                 | Augsburgo       | Markus Weinzierl     | Jeffrey Gouweleeuw        | WWK Arena                      | 30 660 | Nike      | WWK                     |
| Bayer Leverkusen                          | Leverkusen      | Gerardo Seoane       | Lukáš Hrádecký            | BayArena                       | 30 210 | Jako      | Barmenia Versicherungen |
| Bayern de Múnich                          | Múnich          | Julian Nagelsmann    | Manuel Neuer              | Allianz Arena                  | 75 024 | Adidas    | Deutsche Telekom        |
| Bochum                                    | Bochum          | Thomas Reis          | Anthony Losilla           | Vonovia Ruhrstadion            | 30 748 | Nike      | Vonovia                 |
| Borussia Dortmund                         | Dortmund        | Marco Rose           | Marco Reus                | Signal Iduna Park              | 81 360 | Puma      | 1&1 Ionos               |
| Borussia Mönchengladbach                  | Mönchengladbach | Adi Hütter           | Lars Stindl               | Borussia-Park                  | 59 724 | Puma      | Flatex AG               |
| Colonia                                   | Colonia         | Steffen Baumgart     | Jonas Hector              | RheinEnergieStadion            | 49 698 | Uhlsport  | REWE                    |
| Eintracht Fráncfort                       | Fráncfort       | Oliver Glasner       | Sebastian Rode            | Deutsche Bank Park             | 51 500 | Nike      | Indeed.com              |
| Friburgo                                  | Friburgo        | Christian Streich    | Christian Günter          | Europa-Park Stadion            | 34 700 | Nike      | Schwarzwaldmilch        |
| Greuther Fürth                            | Fürth           | Stefan Leitl         | Branimir Hrgota           | Sportpark Ronhof Thomas Sommer | 18 000 | Puma      | Hofmann Personal        |
| Hertha Berlín                             | Berlín          | Felix Magath         | Dedryck Boyata            | Olympiastadion                 | 74 649 | Nike      | Autohero                |
| Hoffenheim                                | Sinsheim        | Sebastian Hoeneß     | Benjamin Hübner           | PreZero Arena                  | 30 150 | Joma      | SAP                     |
| Maguncia 05                               | Maguncia        | Bo Svensson          | Moussa Niakhaté           | Mewa Arena                     | 34 000 | Kappa     | Kömmerling              |
| RB Leipzig                                | Leipzig         | Domenico Tedesco     | Péter Gulácsi             | Red Bull Arena                 | 44 199 | Nike      | Red Bull                |
| Stuttgart                                 | Stuttgart       | Pellegrino Matarazzo | Wataru Endo               | Mercedes-Benz Arena            | 60 441 | Jako      | Mercedes-Benz Bank      |
| Unión Berlín                              | Berlín          | Urs Fischer          | Christopher Trimmel       | Stadion An der Alten Försterei | 22 012 | Adidas    | Aroundtown              |
| Wolfsburgo                                | Wolfsburgo      | Florian Kohfeldt     | Koen Casteels             | Volkswagen-Arena               | 30 000 | Nike      | Volkswagen              |
| Datos actualizados el 13 de marzo de 2022 |                 |                      |                           |                                |        |           |                         |

### Cambios de entrenadores
| Equipo            | Entrenador (Jornadas) | Fecha de vacante        | Tipo de salida     | Posición en la tabla | Entrenador entrante    | Fecha de nombramiento   |
| ----------------- | --------------------- | ----------------------- | ------------------ | -------------------- | ---------------------- | ----------------------- |
| Wolfsburgo        | Mark van Bommel (1-9) | 24 de octubre de 2021   | Despedido          | 9.°                  | Florian Kohfeldt (10-) | 26 de octubre de 2021   |
| Hertha Berlín     | Pál Dárdai (1-13)     | 29 de noviembre de 2021 | Despedido          | 14.°                 | Tayfun Korkut (14-26)  | 29 de noviembre de 2021 |
| RB Leipzig        | Jesse Marsch (1-14)   | 5 de diciembre de 2021  | Despedido          | 11.º                 | Achim Beierlorzer INT  | 5 de diciembre de 2021  |
| RB Leipzig        | Achim Beierlorzer INT | 9 de diciembre de 2021  | Fin de interinidad | 11.º                 | Domenico Tedesco (15-) | 9 de diciembre de 2021  |
| Hertha Berlín     | Tayfun Korkut (14-26) | 13 de marzo de 2022     | Despedido          | 17.°                 | Felix Magath (27-)     | 13 de marzo de 2022     |
| Arminia Bielefeld | Frank Kramer (1-30)   | 20 de abril de 2022     | Despedido          | 17.°                 | Marco Kostmann INT     | 20 de abril de 2022     |

### Equipos por estados federados
| Región                      | N.º | Equipos                                                                                            |
| --------------------------- | --- | -------------------------------------------------------------------------------------------------- |
| Renania del Norte-Westfalia | 6   | Arminia Bielefeld, Bayer Leverkusen, Bochum, Borussia Dortmund, Borussia Mönchengladbach y Colonia |
| Baden-Wurtemberg            | 3   | Hoffenheim, Friburgo y Stuttgart                                                                   |
| Baviera                     | 3   | Augsburgo, Bayern de Múnich y Greuther Fürth                                                       |
| Berlín                      | 2   | Hertha Berlín y Unión Berlín                                                                       |
| Baja Sajonia                | 1   | Wolfsburgo                                                                                         |
| Hesse                       | 1   | Eintracht Fráncfort                                                                                |
| Sajonia                     | 1   | RB Leipzig                                                                                         |
| Renania-Palatinado          | 1   | Maguncia 05                                                                                        |

## Clasificación
| Pos. | Equipo                   | Pts. | PJ | G  | E  | P  | GF | GC | Dif. | Clasificación 2022–23                           |
| ---- | ------------------------ | ---- | -- | -- | -- | -- | -- | -- | ---- | ----------------------------------------------- |
| 1    | Bayern Múnich (C)        | 77   | 34 | 24 | 5  | 5  | 97 | 37 | +60  | Fase de grupos de la Liga de Campeones          |
| 2    | Borussia Dortmund        | 69   | 34 | 22 | 3  | 9  | 85 | 52 | +33  | Fase de grupos de la Liga de Campeones          |
| 3    | Bayer Leverkusen         | 64   | 34 | 19 | 7  | 8  | 80 | 47 | +33  | Fase de grupos de la Liga de Campeones          |
| 4    | RB Leipzig               | 58   | 34 | 17 | 7  | 10 | 72 | 37 | +35  | Fase de grupos de la Liga de Campeones          |
| 5    | Unión Berlín             | 57   | 34 | 16 | 9  | 9  | 50 | 44 | +6   | Fase de grupos de la Liga Europa                |
| 6    | Friburgo                 | 55   | 34 | 15 | 10 | 9  | 58 | 46 | +12  | Fase de grupos de la Liga Europa                |
| 7    | Colonia                  | 52   | 34 | 14 | 10 | 10 | 52 | 49 | +3   | Ronda de play-off de la Liga Europa Conferencia |
| 8    | Maguncia 05              | 46   | 34 | 13 | 7  | 14 | 50 | 45 | +5   |                                                 |
| 9    | Hoffenheim               | 46   | 34 | 13 | 7  | 14 | 58 | 60 | −2   |                                                 |
| 10   | Borussia Mönchengladbach | 45   | 34 | 12 | 9  | 13 | 54 | 61 | −7   |                                                 |
| 11   | Eintracht Fráncfort      | 42   | 34 | 10 | 12 | 12 | 45 | 49 | −4   | Fase de grupos de la Liga de Campeones          |
| 12   | Wolfsburgo               | 42   | 34 | 12 | 6  | 16 | 43 | 54 | −11  |                                                 |
| 13   | Bochum                   | 42   | 34 | 12 | 6  | 16 | 38 | 52 | −14  |                                                 |
| 14   | Augsburgo                | 38   | 34 | 10 | 8  | 16 | 39 | 56 | −17  |                                                 |
| 15   | Stuttgart                | 33   | 34 | 7  | 12 | 15 | 41 | 59 | −18  |                                                 |
| 16   | Hertha Berlín            | 33   | 34 | 9  | 6  | 19 | 37 | 71 | −34  | Play-off de promoción de categoría              |
| 17   | Arminia Bielefeld (D)    | 28   | 34 | 5  | 13 | 16 | 27 | 53 | −26  | Descenso de categoría                           |
| 18   | Greuther Fürth (D)       | 18   | 34 | 3  | 9  | 22 | 28 | 82 | −54  | Descenso de categoría                           |

 Fuente: DFB
Notas:
1. ↑  Debido a que el campeón de la Copa de Alemania 2021-22 (RB Leipzig) clasificó a la Liga de Campeones mediante su ubicación en la tabla de posiciones, el lugar que otorgó dicho torneo en la Liga Europa pasó al 6.° clasificado y por consiguiente, el cupo para la fase previa de la Liga Europa Conferencia pasó al 7.° clasificado.
2. ↑  Campeón de la Liga Europa de la UEFA 2021-22, clasificado a la Fase de grupos de la Liga de Campeones.

## Evolución de la clasificación
| Equipo                   | 01 | 02 | 03 | 04 | 05 | 06 | 07 | 08 | 09 | 10 | 11 | 12 | 13 | 14 | 15 | 16 | 17 | 18 | 19 | 20 | 21 | 22 | 23 | 24 | 25 | 26 | 27 | 28 | 29 | 30 | 31 | 32 | 33 | 34 |
| ------------------------ | -- | -- | -- | -- | -- | -- | -- | -- | -- | -- | -- | -- | -- | -- | -- | -- | -- | -- | -- | -- | -- | -- | -- | -- | -- | -- | -- | -- | -- | -- | -- | -- | -- | -- |
| Bayern Múnich            | 8  | 4  | 3  | 2  | 1  | 1  | 1  | 1  | 1  | 1  | 1  | 1  | 1  | 1  | 1  | 1  | 1  | 1  | 1  | 1  | 1  | 1  | 1  | 1  | 1  | 1  | 1  | 1  | 1  | 1  | 1  | 1  | 1  | 1  |
| Borussia Dortmund        | 3  | 7  | 5  | 3  | 3  | 4  | 3  | 2  | 2  | 2  | 2  | 2  | 2  | 2  | 2  | 2  | 2  | 2  | 2  | 2  | 2  | 2  | 2  | 2  | 2  | 2  | 2  | 2  | 2  | 2  | 2  | 2  | 2  | 2  |
| Bayer Leverkusen         | 7  | 3  | 2  | 6  | 4  | 2  | 2  | 3  | 4  | 4  | 6  | 4  | 3  | 3  | 3  | 3  | 4  | 5  | 3  | 3  | 3  | 3  | 3  | 3  | 3  | 3  | 3  | 3  | 3  | 4  | 3  | 3  | 3  | 3  |
| RB Leipzig               | 14 | 6  | 10 | 12 | 12 | 10 | 8  | 8  | 6  | 8  | 5  | 7  | 8  | 11 | 7  | 9  | 10 | 9  | 7  | 6  | 7  | 4  | 4  | 4  | 5  | 4  | 4  | 4  | 4  | 3  | 4  | 5  | 4  | 4  |
| Unión Berlín             | 10 | 12 | 8  | 8  | 8  | 8  | 7  | 5  | 5  | 6  | 8  | 5  | 6  | 6  | 6  | 8  | 7  | 7  | 5  | 4  | 4  | 7  | 9  | 7  | 7  | 8  | 9  | 7  | 7  | 6  | 6  | 7  | 6  | 5  |
| Friburgo                 | 12 | 5  | 4  | 5  | 6  | 5  | 4  | 4  | 3  | 3  | 3  | 3  | 4  | 4  | 5  | 5  | 3  | 4  | 6  | 5  | 5  | 6  | 6  | 5  | 6  | 5  | 5  | 5  | 5  | 5  | 5  | 4  | 5  | 6  |
| Colonia                  | 4  | 8  | 6  | 7  | 7  | 7  | 6  | 7  | 8  | 11 | 11 | 12 | 10 | 9  | 12 | 10 | 8  | 6  | 9  | 8  | 6  | 8  | 7  | 8  | 8  | 7  | 7  | 8  | 8  | 7  | 7  | 6  | 7  | 7  |
| Maguncia 05              | 5  | 11 | 7  | 4  | 5  | 6  | 9  | 11 | 7  | 5  | 7  | 8  | 9  | 7  | 8  | 6  | 9  | 10 | 10 | 10 | 10 | 9  | 8  | 9  | 9  | 10 | 10 | 10 | 10 | 9  | 10 | 9  | 9  | 8  |
| Hoffenheim               | 2  | 2  | 9  | 9  | 10 | 9  | 11 | 9  | 11 | 9  | 10 | 10 | 5  | 5  | 4  | 4  | 5  | 3  | 4  | 7  | 8  | 5  | 5  | 6  | 4  | 6  | 6  | 6  | 6  | 8  | 8  | 8  | 8  | 9  |
| Borussia Mönchengladbach | 9  | 16 | 15 | 11 | 16 | 11 | 10 | 10 | 12 | 10 | 9  | 9  | 11 | 13 | 13 | 13 | 14 | 12 | 12 | 12 | 13 | 13 | 13 | 13 | 13 | 13 | 11 | 12 | 11 | 11 | 11 | 10 | 10 | 10 |
| Eintracht Fráncfort      | 16 | 14 | 14 | 15 | 15 | 14 | 13 | 14 | 15 | 15 | 14 | 11 | 12 | 12 | 9  | 7  | 6  | 8  | 8  | 9  | 9  | 10 | 10 | 10 | 10 | 9  | 8  | 9  | 9  | 10 | 9  | 11 | 12 | 11 |
| Wolfsburgo               | 6  | 1  | 1  | 1  | 2  | 3  | 5  | 6  | 9  | 7  | 4  | 6  | 7  | 8  | 11 | 11 | 13 | 14 | 14 | 15 | 12 | 12 | 12 | 12 | 12 | 12 | 13 | 13 | 13 | 13 | 12 | 13 | 13 | 12 |
| Bochum                   | 13 | 9  | 11 | 13 | 17 | 17 | 17 | 15 | 14 | 14 | 12 | 13 | 13 | 10 | 10 | 12 | 12 | 11 | 11 | 11 | 11 | 11 | 11 | 11 | 11 | 11 | 12 | 11 | 12 | 12 | 13 | 12 | 11 | 13 |
| Augsburgo                | 18 | 17 | 17 | 17 | 11 | 15 | 15 | 16 | 16 | 16 | 16 | 15 | 16 | 16 | 16 | 16 | 15 | 16 | 15 | 16 | 16 | 16 | 16 | 15 | 14 | 14 | 15 | 14 | 14 | 14 | 14 | 14 | 14 | 14 |
| Stuttgart                | 1  | 10 | 13 | 10 | 14 | 13 | 12 | 12 | 13 | 13 | 15 | 16 | 15 | 15 | 15 | 15 | 16 | 15 | 17 | 17 | 17 | 17 | 17 | 17 | 17 | 16 | 14 | 15 | 15 | 16 | 16 | 16 | 16 | 15 |
| Hertha Berlín            | 15 | 18 | 18 | 16 | 9  | 12 | 14 | 13 | 10 | 12 | 13 | 14 | 14 | 14 | 14 | 14 | 11 | 13 | 13 | 13 | 14 | 14 | 15 | 16 | 16 | 17 | 16 | 17 | 17 | 15 | 15 | 15 | 15 | 16 |
| Arminia Bielefeld        | 11 | 13 | 12 | 14 | 13 | 16 | 16 | 17 | 17 | 17 | 17 | 17 | 17 | 17 | 17 | 17 | 17 | 17 | 16 | 14 | 15 | 15 | 14 | 14 | 15 | 15 | 17 | 16 | 16 | 17 | 17 | 17 | 17 | 17 |
| Greuther Fürth           | 17 | 15 | 16 | 18 | 18 | 18 | 18 | 18 | 18 | 18 | 18 | 18 | 18 | 18 | 18 | 18 | 18 | 18 | 18 | 18 | 18 | 18 | 18 | 18 | 18 | 18 | 18 | 18 | 18 | 18 | 18 | 18 | 18 | 18 |

| 1. 2. |

## Resultados
- Los horarios corresponden al huso horario de Alemania (Hora central europea): UTC+1 en horario estándar y UTC+2 en horario de verano.

### Primera vuelta
| Borussia Mönchengladbach | 1 - 1 Archivado el 14 de agosto de 2021 en Wayback Machine. | Bayern Múnich       | Borussia-Park                  | 13 de agosto | 20:30 |
| Wolfsburgo               | 1 - 0                                                       | Bochum              | Volkswagen-Arena               | 14 de agosto | 15:30 |
| Unión Berlín             | 1 - 1                                                       | Bayer Leverkusen    | Stadion An der Alten Försterei | 14 de agosto | 15:30 |
| Stuttgart                | 5 - 1                                                       | Greuther Fürth      | Mercedes-Benz Arena            | 14 de agosto | 15:30 |
| Augsburgo                | 0 - 4                                                       | Hoffenheim          | WWK Arena                      | 14 de agosto | 15:30 |
| Arminia Bielefeld        | 0 - 0 Archivado el 15 de agosto de 2021 en Wayback Machine. | Friburgo            | SchücoArena                    | 14 de agosto | 15:30 |
| Borussia Dortmund        | 5 - 2                                                       | Eintracht Fráncfort | Signal Iduna Park              | 14 de agosto | 18:30 |
| Maguncia 05              | 1 - 0                                                       | RB Leipzig          | Mewa Arena                     | 15 de agosto | 15:30 |
| Colonia                  | 3 - 1                                                       | Hertha Berlín       | RheinEnergieStadion            | 15 de agosto | 17:30 |

| RB Leipzig          | 4 - 0                                                       | Stuttgart                | Red Bull Arena         | 20 de agosto | 20:30 |
| Eintracht Fráncfort | 0 - 0                                                       | Augsburgo                | Deutsche Bank Park     | 21 de agosto | 15:30 |
| Friburgo            | 2 - 1 Archivado el 24 de agosto de 2021 en Wayback Machine. | Borussia Dortmund        | Dreisamstadion         | 21 de agosto | 15:30 |
| Hertha Berlín       | 1 - 2                                                       | Wolfsburgo               | Olímpico de Berlín     | 21 de agosto | 15:30 |
| Bochum              | 2 - 0                                                       | Maguncia 05              | Vonovia Ruhrstadion    | 21 de agosto | 15:30 |
| Greuther Fürth      | 1 - 1 Archivado el 21 de agosto de 2021 en Wayback Machine. | Arminia Bielefeld        | Sportpark Ronhof T. S. | 21 de agosto | 15:30 |
| Bayer Leverkusen    | 4 - 0 Archivado el 13 de agosto de 2021 en Wayback Machine. | Borussia Mönchengladbach | BayArena               | 21 de agosto | 18:30 |
| Hoffenheim          | 2 - 2                                                       | Unión Berlín             | PreZero Arena          | 22 de agosto | 15:30 |
| Bayern Múnich       | 3 - 2                                                       | Colonia                  | Allianz Arena          | 22 de agosto | 17:30 |

| Borussia Dortmund | 3 - 2                                                       | Hoffenheim               | Signal Iduna Park              | 27 de agosto | 20:30 |
| Stuttgart         | 2 - 3 Archivado el 13 de agosto de 2021 en Wayback Machine. | Friburgo                 | Mercedes-Benz Arena            | 28 de agosto | 15:30 |
| Maguncia 05       | 3 - 0                                                       | Greuther Fürth           | Mewa Arena                     | 28 de agosto | 15:30 |
| Augsburgo         | 1 - 4                                                       | Bayer Leverkusen         | WWK Arena                      | 28 de agosto | 15:30 |
| Arminia Bielefeld | 1 - 1 Archivado el 13 de agosto de 2021 en Wayback Machine. | Eintracht Fráncfort      | SchücoArena                    | 28 de agosto | 15:30 |
| Colonia           | 2 - 1                                                       | Bochum                   | RheinEnergieStadion            | 28 de agosto | 15:30 |
| Bayern Múnich     | 5 - 0                                                       | Hertha Berlín            | Allianz Arena                  | 28 de agosto | 18:30 |
| Unión Berlín      | 2 - 1 Archivado el 13 de agosto de 2021 en Wayback Machine. | Borussia Mönchengladbach | Stadion An der Alten Försterei | 29 de agosto | 15:30 |
| Wolfsburgo        | 1 - 0                                                       | RB Leipzig               | Volkswagen-Arena               | 29 de agosto | 17:30 |

| Bayer Leverkusen         | 3 - 4                                                           | Borussia Dortmund | BayArena                       | 11 de septiembre | 15:30 |
| Unión Berlín             | 0 - 0                                                           | Augsburgo         | Stadion An der Alten Försterei | 11 de septiembre | 15:30 |
| Friburgo                 | 1 - 1 Archivado el 10 de septiembre de 2021 en Wayback Machine. | Colonia           | Dreisamstadion                 | 11 de septiembre | 15:30 |
| Hoffenheim               | 0 - 2                                                           | Maguncia 05       | PreZero Arena                  | 11 de septiembre | 15:30 |
| Greuther Fürth           | 0 - 2                                                           | Wolfsburgo        | Sportpark Ronhof T. S.         | 11 de septiembre | 15:30 |
| RB Leipzig               | 1 - 4                                                           | Bayern Múnich     | Red Bull Arena                 | 11 de septiembre | 18:30 |
| Eintracht Fráncfort      | 1 - 1                                                           | Stuttgart         | Deutsche Bank Park             | 12 de septiembre | 15:30 |
| Bochum                   | 1 - 3                                                           | Hertha Berlín     | Vonovia Ruhrstadion            | 12 de septiembre | 17:30 |
| Borussia Mönchengladbach | 3 - 1 Archivado el 13 de agosto de 2021 en Wayback Machine.     | Arminia Bielefeld | Borussia-Park                  | 12 de septiembre | 19:30 |

| Hertha Berlín     | 2 - 1                                                       | Greuther Fürth           | Olímpico de Berlín  | 17 de septiembre | 20:30 |
| Bayern Múnich     | 7 - 0                                                       | Bochum                   | Allianz Arena       | 18 de septiembre | 15:30 |
| Maguncia 05       | 0 - 0 Archivado el 13 de agosto de 2021 en Wayback Machine. | Friburgo                 | Mewa Arena          | 18 de septiembre | 15:30 |
| Augsburgo         | 1 - 0 Archivado el 13 de agosto de 2021 en Wayback Machine. | Borussia Mönchengladbach | WWK Arena           | 18 de septiembre | 15:30 |
| Arminia Bielefeld | 0 - 0 Archivado el 13 de agosto de 2021 en Wayback Machine. | Hoffenheim               | SchücoArena         | 18 de septiembre | 15:30 |
| Colonia           | 1 - 1                                                       | RB Leipzig               | RheinEnergieStadion | 18 de septiembre | 18:30 |
| Stuttgart         | 1 - 3                                                       | Bayer Leverkusen         | Mercedes-Benz Arena | 19 de septiembre | 15:30 |
| Borussia Dortmund | 4 - 2                                                       | Unión Berlín             | Signal Iduna Park   | 19 de septiembre | 17:30 |
| Wolfsburgo        | 1 - 1                                                       | Eintracht Fráncfort      | Volkswagen-Arena    | 19 de septiembre | 19:30 |

| Greuther Fürth           | 1 - 3                                                       | Bayern Múnich     | Sportpark Ronhof T. S.         | 24 de septiembre | 20:30 |
| RB Leipzig               | 6 - 0                                                       | Hertha Berlín     | Red Bull Arena                 | 25 de septiembre | 15:30 |
| Eintracht Fráncfort      | 1 - 1                                                       | Colonia           | Deutsche Bank Park             | 25 de septiembre | 15:30 |
| Bayer Leverkusen         | 1 - 0                                                       | Maguncia 05       | BayArena                       | 25 de septiembre | 15:30 |
| Unión Berlín             | 1 - 0 Archivado el 13 de agosto de 2021 en Wayback Machine. | Arminia Bielefeld | Stadion An der Alten Försterei | 25 de septiembre | 15:30 |
| Hoffenheim               | 3 - 1                                                       | Wolfsburgo        | PreZero Arena                  | 25 de septiembre | 15:30 |
| Borussia Mönchengladbach | 1 - 0 Archivado el 13 de agosto de 2021 en Wayback Machine. | Borussia Dortmund | Borussia-Park                  | 25 de septiembre | 18:30 |
| Bochum                   | 0 - 0                                                       | Stuttgart         | Vonovia Ruhrstadion            | 26 de septiembre | 15:30 |
| Friburgo                 | 3 - 0 Archivado el 13 de agosto de 2021 en Wayback Machine. | Augsburgo         | Dreisamstadion                 | 26 de septiembre | 17:30 |

| Colonia           | 3 - 1                                                           | Greuther Fürth           | RheinEnergieStadion | 1 de octubre | 20:30 |
| Borussia Dortmund | 2 - 1                                                           | Augsburgo                | Signal Iduna Park   | 2 de octubre | 15:30 |
| Wolfsburgo        | 1 - 3 Archivado el 18 de septiembre de 2021 en Wayback Machine. | Borussia Mönchengladbach | Volkswagen-Arena    | 2 de octubre | 15:30 |
| Stuttgart         | 3 - 1                                                           | Hoffenheim               | Mercedes-Benz Arena | 2 de octubre | 15:30 |
| Hertha Berlín     | 1 - 2 Archivado el 18 de septiembre de 2021 en Wayback Machine. | Friburgo                 | Olímpico de Berlín  | 2 de octubre | 15:30 |
| RB Leipzig        | 3 - 0                                                           | Bochum                   | Red Bull Arena      | 2 de octubre | 18:30 |
| Maguncia 05       | 1 - 2                                                           | Unión Berlín             | Mewa Arena          | 3 de octubre | 15:30 |
| Bayern Múnich     | 1 - 2                                                           | Eintracht Fráncfort      | Allianz Arena       | 3 de octubre | 17:30 |
| Arminia Bielefeld | 0 - 4 Archivado el 18 de septiembre de 2021 en Wayback Machine. | Bayer Leverkusen         | SchücoArena         | 3 de octubre | 19:30 |

| Hoffenheim               | 5 - 0                                                           | Colonia           | PreZero Arena                  | 15 de octubre | 20:30 |
| Borussia Dortmund        | 3 - 1                                                           | Maguncia 05       | Signal Iduna Park              | 16 de octubre | 15:30 |
| Eintracht Fráncfort      | 1 - 2                                                           | Hertha Berlín     | Deutsche Bank Park             | 16 de octubre | 15:30 |
| Unión Berlín             | 2 - 0                                                           | Wolfsburgo        | Stadion An der Alten Försterei | 16 de octubre | 15:30 |
| Friburgo                 | 1 - 1 Archivado el 18 de septiembre de 2021 en Wayback Machine. | RB Leipzig        | Europa-Park Stadion            | 16 de octubre | 15:30 |
| Greuther Fürth           | 0 - 1                                                           | Bochum            | Sportpark Ronhof T. S.         | 16 de octubre | 15:30 |
| Borussia Mönchengladbach | 1 - 1 Archivado el 18 de septiembre de 2021 en Wayback Machine. | Stuttgart         | Borussia-Park                  | 16 de octubre | 18:30 |
| Bayer Leverkusen         | 1 - 5                                                           | Bayern Múnich     | BayArena                       | 17 de octubre | 15:30 |
| Augsburgo                | 1 - 1 Archivado el 18 de septiembre de 2021 en Wayback Machine. | Arminia Bielefeld | WWK Arena                      | 17 de octubre | 17:30 |

| Maguncia 05       | 4 - 1                                                           | Augsburgo                | Mewa Arena          | 22 de octubre | 20:30 |
| Bayern Múnich     | 4 - 0                                                           | Hoffenheim               | Allianz Arena       | 23 de octubre | 15:30 |
| RB Leipzig        | 4 - 1                                                           | Greuther Fürth           | Red Bull Arena      | 23 de octubre | 15:30 |
| Wolfsburgo        | 0 - 2 Archivado el 18 de septiembre de 2021 en Wayback Machine. | Friburgo                 | Volkswagen-Arena    | 23 de octubre | 15:30 |
| Arminia Bielefeld | 1 - 3 Archivado el 23 de octubre de 2021 en Wayback Machine.    | Borussia Dortmund        | SchücoArena         | 23 de octubre | 15:30 |
| Hertha Berlín     | 1 - 0 Archivado el 18 de septiembre de 2021 en Wayback Machine. | Borussia Mönchengladbach | Olímpico de Berlín  | 23 de octubre | 18:30 |
| Colonia           | 2 - 2                                                           | Bayer Leverkusen         | RheinEnergieStadion | 24 de octubre | 15:30 |
| Stuttgart         | 1 - 1                                                           | Unión Berlín             | Mercedes-Benz Arena | 24 de octubre | 17:30 |
| Bochum            | 2 - 0                                                           | Eintracht Fráncfort      | Vonovia Ruhrstadion | 24 de octubre | 19:30 |

| Hoffenheim               | 2 - 0                                                           | Hertha Berlín  | PreZero Arena                  | 29 de octubre | 20:30 |
| Borussia Dortmund        | 2 - 0                                                           | Colonia        | Signal Iduna Park              | 30 de octubre | 15:30 |
| Bayer Leverkusen         | 0 - 2                                                           | Wolfsburgo     | BayArena                       | 30 de octubre | 15:30 |
| Unión Berlín             | 2 - 5                                                           | Bayern Múnich  | Stadion An der Alten Försterei | 30 de octubre | 15:30 |
| Friburgo                 | 3 - 1 Archivado el 18 de septiembre de 2021 en Wayback Machine. | Greuther Fürth | Europa-Park Stadion            | 30 de octubre | 15:30 |
| Arminia Bielefeld        | 1 - 2 Archivado el 18 de septiembre de 2021 en Wayback Machine. | Maguncia 05    | SchücoArena                    | 30 de octubre | 15:30 |
| Eintracht Fráncfort      | 1 - 1                                                           | RB Leipzig     | Deutsche Bank Park             | 30 de octubre | 18:30 |
| Augsburgo                | 4 - 1                                                           | Stuttgart      | WWK Arena                      | 31 de octubre | 15:30 |
| Borussia Mönchengladbach | 2 - 1 Archivado el 18 de septiembre de 2021 en Wayback Machine. | Bochum         | Borussia-Park                  | 31 de octubre | 17:30 |

| Maguncia 05    | 1 - 1 Archivado el 18 de septiembre de 2021 en Wayback Machine. | Borussia Mönchengladbach | Mewa Arena             | 5 de noviembre | 20:30 |
| Bayern Múnich  | 2 - 1 Archivado el 18 de septiembre de 2021 en Wayback Machine. | Friburgo                 | Allianz Arena          | 6 de noviembre | 15:30 |
| Wolfsburgo     | 1 - 0                                                           | Augsburgo                | Volkswagen-Arena       | 6 de noviembre | 15:30 |
| Stuttgart      | 0 - 1 Archivado el 18 de septiembre de 2021 en Wayback Machine. | Arminia Bielefeld        | Mercedes-Benz Arena    | 6 de noviembre | 15:30 |
| Bochum         | 2 - 0                                                           | Hoffenheim               | Vonovia Ruhrstadion    | 6 de noviembre | 15:30 |
| RB Leipzig     | 2 - 1                                                           | Borussia Dortmund        | Red Bull Arena         | 6 de noviembre | 18:30 |
| Hertha Berlín  | 1 - 1                                                           | Bayer Leverkusen         | Olímpico de Berlín     | 7 de noviembre | 15:30 |
| Colonia        | 2 - 2                                                           | Unión Berlín             | RheinEnergieStadion    | 7 de noviembre | 17:30 |
| Greuther Fürth | 1 - 2                                                           | Eintracht Fráncfort      | Sportpark Ronhof T. S. | 7 de noviembre | 19:30 |

| Augsburgo                | 2 - 1                                                           | Bayern Múnich       | WWK Arena                      | 19 de noviembre | 20:30 |
| Borussia Dortmund        | 2 - 1                                                           | Stuttgart           | Signal Iduna Park              | 20 de noviembre | 15:30 |
| Bayer Leverkusen         | 1 - 0                                                           | Bochum              | BayArena                       | 20 de noviembre | 15:30 |
| Borussia Mönchengladbach | 4 - 0 Archivado el 18 de septiembre de 2021 en Wayback Machine. | Greuther Fürth      | Borussia-Park                  | 20 de noviembre | 15:30 |
| Hoffenheim               | 2 - 0                                                           | RB Leipzig          | PreZero Arena                  | 20 de noviembre | 15:30 |
| Arminia Bielfeld         | 2 - 2 Archivado el 18 de septiembre de 2021 en Wayback Machine. | Wolfsburgo          | SchücoArena                    | 20 de noviembre | 15:30 |
| Unión Berlín             | 2 - 0                                                           | Hertha Berlín       | Stadion An der Alten Försterei | 20 de noviembre | 18:30 |
| Friburgo                 | 0 - 2 Archivado el 18 de septiembre de 2021 en Wayback Machine. | Eintracht Fráncfort | Europa-Park Stadion            | 21 de noviembre | 15:30 |
| Maguncia 05              | 1 - 1                                                           | Colonia             | Mewa Arena                     | 21 de noviembre | 17:30 |

| Stuttgart           | 2 - 1                                                           | Maguncia 05              | Mercedes-Benz Arena    | 26 de noviembre | 20:30 |
| Wolfsburgo          | 1 - 3                                                           | Borussia Dortmund        | Vokswagen-Arena        | 27 de noviembre | 15:30 |
| Hertha Berlín       | 1 - 1                                                           | Augsburgo                | Olímpico de Berlín     | 27 de noviembre | 15:30 |
| Colonia             | 4 - 1 Archivado el 18 de septiembre de 2021 en Wayback Machine. | Borussia Mönchengladbach | RheinEnergieStadion    | 27 de noviembre | 15:30 |
| Bochum              | 2 - 1 Archivado el 18 de septiembre de 2021 en Wayback Machine. | Friburgo                 | Vonovia Ruhrstadion    | 27 de noviembre | 15:30 |
| Greuther Fürth      | 3 - 6                                                           | Hoffenheim               | Sportpark Ronhof T. S. | 27 de noviembre | 15:30 |
| Bayern Múnich       | 1 - 0 Archivado el 18 de septiembre de 2021 en Wayback Machine. | Arminia Bielefeld        | Allianz Arena          | 27 de noviembre | 18:30 |
| Eintracht Fráncfort | 2 - 1                                                           | Unión Berlín             | Deutsche Bank Park     | 28 de noviembre | 15:30 |
| RB Leipzig          | 1 - 3                                                           | Bayer Leverkusen         | Red Bull Arena         | 28 de noviembre | 17:30 |

| Unión Berlín             | 2 - 1                                                          | RB Leipzig          | Stadion An der Alten Försterei | 3 de diciembre | 20:30 |
| Bayer Leverkusen         | 7 - 1                                                          | Greuther Fürth      | BayArena                       | 4 de diciembre | 15:30 |
| Hoffenheim               | 3 - 2                                                          | Eintracht Fráncfort | PreZero Arena                  | 4 de diciembre | 15:30 |
| Maguncia 05              | 3 - 0                                                          | Wolfsburgo          | Mewa Arena                     | 4 de diciembre | 15:30 |
| Augsburgo                | 2 - 3                                                          | Bochum              | WWK Arena                      | 4 de diciembre | 15:30 |
| Arminia Bielefeld        | 1 - 1 Archivado el 14 de noviembre de 2021 en Wayback Machine. | Colonia             | SchücoArena                    | 4 de diciembre | 15:30 |
| Borussia Dortmund        | 2 - 3                                                          | Bayern Múnich       | Signal Iduna Park              | 4 de diciembre | 18:30 |
| Stuttgart                | 2 - 2                                                          | Hertha Berlín       | Mercedes-Benz Arena            | 5 de diciembre | 15:30 |
| Borussia Mönchengladbach | 0 - 6 Archivado el 14 de noviembre de 2021 en Wayback Machine. | Friburgo            | Borussia-Park                  | 5 de diciembre | 17:30 |

| Colonia             | 0 - 2                                                          | Augsburgo                | RheinEnergieStadion    | 10 de diciembre | 20:30 |
| Bayern Múnich       | 2 - 1                                                          | Maguncia 05              | Allianz Arena          | 11 de diciembre | 15:30 |
| RB Leipzig          | 4 - 1 Archivado el 14 de noviembre de 2021 en Wayback Machine. | Borussia Mönchengladbach | Red Bull Arena         | 11 de diciembre | 15:30 |
| Friburgo            | 1 - 2 Archivado el 14 de noviembre de 2021 en Wayback Machine. | Hoffenheim               | Europa-Park Stadion    | 11 de diciembre | 15:30 |
| Hertha Berlín       | 2 - 0 Archivado el 14 de noviembre de 2021 en Wayback Machine. | Arminia Bielefeld        | Olímpico de Berlín     | 11 de diciembre | 15:30 |
| Bochum              | 1 - 1                                                          | Borussia Dortmund        | Vonovia Ruhrstadion    | 11 de diciembre | 15:30 |
| Wolfsburgo          | 0 - 2                                                          | Stuttgart                | Volkswagen-Arena       | 11 de diciembre | 18:30 |
| Greuther Fürth      | 1 - 0                                                          | Unión Berlín             | Sportpark Ronhof T. S. | 12 de diciembre | 15:30 |
| Eintracht Fráncfort | 5 - 2                                                          | Bayer Leverkusen         | Deutsche Bank Park     | 12 de diciembre | 17:30 |

| Stuttgart                | 0 - 5                                                          | Bayern Múnich       | Mercedes-Benz Arena            | 14 de diciembre | 18:30 |
| Wolfsburgo               | 2 - 3                                                          | Colonia             | Volkswagen-Arena               | 14 de diciembre | 20:30 |
| Maguncia 05              | 4 - 0                                                          | Hertha Berlín       | Mewa Arena                     | 14 de diciembre | 20:30 |
| Arminia Bielefeld        | 2 - 0 Archivado el 14 de noviembre de 2021 en Wayback Machine. | Bochum              | SchücoArena                    | 14 de diciembre | 20:30 |
| Borussia Mönchengladbach | 2 - 3 Archivado el 14 de noviembre de 2021 en Wayback Machine. | Eintracht Fráncfort | Borussia-Park                  | 15 de diciembre | 18:30 |
| Borussia Dortmund        | 3 - 0                                                          | Greuther Fürth      | Signal Iduna Park              | 15 de diciembre | 20:30 |
| Bayer Leverkusen         | 2 - 2                                                          | Hoffenheim          | BayArena                       | 15 de diciembre | 20:30 |
| Unión Berlín             | 0 - 0 Archivado el 14 de noviembre de 2021 en Wayback Machine. | Friburgo            | Stadion An der Alten Försterei | 15 de diciembre | 20:30 |
| Augsburgo                | 1 - 1                                                          | RB Leipzig          | WWK Arena                      | 15 de diciembre | 20:30 |

| Bayern Múnich       | 4 - 0                                                          | Wolfsburgo               | Allianz Arena          | 17 de diciembre | 20:30 |
| RB Leipzig          | 0 - 2 Archivado el 14 de noviembre de 2021 en Wayback Machine. | Arminia Bielefeld        | Red Bull Arena         | 18 de diciembre | 15:30 |
| Eintracht Fráncfort | 1 - 0                                                          | Maguncia 05              | Deutsche Bank Park     | 18 de diciembre | 15:30 |
| Hoffenheim          | 1 - 1 Archivado el 14 de noviembre de 2021 en Wayback Machine. | Borussia Mönchengladbach | PreZero Arena          | 18 de diciembre | 15:30 |
| Bochum              | 0 - 1                                                          | Unión Berlín             | Vonovia Ruhrstadion    | 18 de diciembre | 15:30 |
| Greuther Fürth      | 0 - 0                                                          | Augsburgo                | Sportpark Ronhof T. S. | 18 de diciembre | 15:30 |
| Hertha Berlín       | 3 - 2                                                          | Borussia Dortmund        | Olímpico de Berlín     | 18 de diciembre | 18:30 |
| Friburgo            | 2 - 1 Archivado el 14 de noviembre de 2021 en Wayback Machine. | Bayer Leverkusen         | Europa-Park Stadion    | 19 de diciembre | 15:30 |
| Colonia             | 1 - 0                                                          | Stuttgart                | RheinEnergieStadion    | 19 de diciembre | 17:30 |

### Segunda vuelta
| Jornada 18          | Jornada 18                                                     | Jornada 18               | Jornada 18             | Jornada 18 | Jornada 18 |
| Local               | Resultado                                                      | Visitante                | Estadio                | Fecha      | Hora       |
| ------------------- | -------------------------------------------------------------- | ------------------------ | ---------------------- | ---------- | ---------- |
| Bayern Múnich       | 1 - 2 Archivado el 14 de noviembre de 2021 en Wayback Machine. | Borussia Mönchengladbach | Allianz Arena          | 7 de enero | 20:30      |
| RB Leipzig          | 4 - 1                                                          | Maguncia 05              | Red Bull Arena         | 8 de enero | 15:30      |
| Bayer Leverkusen    | 2 - 2                                                          | Unión Berlín             | BayArena               | 8 de enero | 15:30      |
| Friburgo            | 2 - 2 Archivado el 14 de noviembre de 2021 en Wayback Machine. | Arminia Bielefeld        | Europa-Park Stadion    | 8 de enero | 15:30      |
| Hoffenheim          | 3 - 1                                                          | Augsburgo                | PreZero Arena          | 8 de enero | 15:30      |
| Greuther Fürth      | 0 - 0                                                          | Stuttgart                | Sportpark Ronhof T. S. | 8 de enero | 15:30      |
| Eintracht Fráncfort | 2 - 3                                                          | Borussia Dortmund        | Deutsche Bank Park     | 8 de enero | 18:30      |
| Hertha Berlín       | 1 - 3                                                          | Colonia                  | Olímpico de Berlín     | 9 de enero | 15:30      |
| Bochum              | 1 - 0                                                          | Wolfsburgo               | Vonovia Ruhrstadion    | 9 de enero | 17:30      |

| Jornada 19               | Jornada 19                                                     | Jornada 19          | Jornada 19                     | Jornada 19  | Jornada 19 |
| Local                    | Resultado                                                      | Visitante           | Estadio                        | Fecha       | Hora       |
| ------------------------ | -------------------------------------------------------------- | ------------------- | ------------------------------ | ----------- | ---------- |
| Borussia Dortmund        | 5 - 1 Archivado el 14 de noviembre de 2021 en Wayback Machine. | Friburgo            | Signal Iduna Park              | 14 de enero | 20:30      |
| Wolfsburgo               | 0 - 0                                                          | Hertha Berlín       | Volkswagen-Arena               | 15 de enero | 15:30      |
| Stuttgart                | 0 - 2                                                          | RB Leipzig          | Mercedes-Benz Arena            | 15 de enero | 15:30      |
| Maguncia 05              | 1 - 0                                                          | Bochum              | Mewa Arena                     | 15 de enero | 15:30      |
| Colonia                  | 0 - 4                                                          | Bayern Múnich       | RheinEnergieStadion            | 15 de enero | 15:30      |
| Unión Berlín             | 2 - 1                                                          | Hoffenheim          | Stadion An der Alten Försterei | 15 de enero | 15:30      |
| Borussia Mönchengladbach | 1 - 2 Archivado el 14 de noviembre de 2021 en Wayback Machine. | Bayer Leverkusen    | Borussia-Park                  | 15 de enero | 18:30      |
| Augsburgo                | 1 - 1                                                          | Eintracht Fráncfort | WWK Arena                      | 16 de enero | 15:30      |
| Arminia Bielefeld        | 2 - 2 Archivado el 14 de noviembre de 2021 en Wayback Machine. | Greuther Fürth      | SchücoArena                    | 16 de enero | 17:30      |

| Jornada 20               | Jornada 20                                                     | Jornada 20        | Jornada 20             | Jornada 20  | Jornada 20 |
| Local                    | Resultado                                                      | Visitante         | Estadio                | Fecha       | Hora       |
| ------------------------ | -------------------------------------------------------------- | ----------------- | ---------------------- | ----------- | ---------- |
| Eintracht Fráncfort      | 0 - 2 Archivado el 14 de noviembre de 2021 en Wayback Machine. | Arminia Bielefeld | Deutsche Bank Park     | 21 de enero | 20:30      |
| Bayer Leverkusen         | 5 - 1                                                          | Augsburgo         | BayArena               | 22 de enero | 15:30      |
| Borussia Mönchengladbach | 1 - 2 Archivado el 14 de noviembre de 2021 en Wayback Machine. | Unión Berlín      | Borussia-Park          | 22 de enero | 15:30      |
| Friburgo                 | 2 - 0 Archivado el 14 de noviembre de 2021 en Wayback Machine. | Stuttgart         | Europa-Park Stadion    | 22 de enero | 15:30      |
| Hoffenheim               | 2 - 3                                                          | Borussia Dortmund | PreZero Arena          | 22 de enero | 15:30      |
| Greuther Fürth           | 2 - 1                                                          | Maguncia 05       | Sportpark Ronhof T. S. | 22 de enero | 15:30      |
| Bochum                   | 2 - 2                                                          | Colonia           | Vonovia Ruhrstadion    | 22 de enero | 18:30      |
| RB Leipzig               | 2 - 0                                                          | Wolfsburgo        | Red Bull Arena         | 23 de enero | 15:30      |
| Hertha Berlín            | 1 - 4                                                          | Bayern Múnich     | Olímpico de Berlín     | 23 de enero | 17:30      |

| Jornada 21        | Jornada 21                                                     | Jornada 21               | Jornada 21          | Jornada 21   | Jornada 21 |
| Local             | Resultado                                                      | Visitante                | Estadio             | Fecha        | Hora       |
| ----------------- | -------------------------------------------------------------- | ------------------------ | ------------------- | ------------ | ---------- |
| Hertha Berlín     | 1 - 1                                                          | Bochum                   | Olímpico de Berlín  | 4 de febrero | 20:30      |
| Stuttgart         | 2 - 3                                                          | Eintracht Fráncfort      | Mercedes-Benz Arena | 5 de febrero | 15:30      |
| Maguncia 05       | 2 - 0                                                          | Hoffenheim               | Mewa Arena          | 5 de febrero | 15:30      |
| Augsburgo         | 2 - 0                                                          | Unión Berlín             | WWK Arena           | 5 de febrero | 15:30      |
| Arminia Bielefeld | 1 - 1 Archivado el 14 de noviembre de 2021 en Wayback Machine. | Borussia Mönchengladbach | SchücoArena         | 5 de febrero | 15:30      |
| Colonia           | 1 - 0 Archivado el 14 de noviembre de 2021 en Wayback Machine. | Friburgo                 | RheinEnergieStadion | 5 de febrero | 15:30      |
| Bayern Múnich     | 3 - 2                                                          | RB Leipzig               | Allianz Arena       | 5 de febrero | 18:30      |
| Borussia Dortmund | 2 - 5                                                          | Bayer Leverkusen         | Signal Iduna Park   | 6 de febrero | 15:30      |
| Wolfsburgo        | 4 - 1                                                          | Greuther Fürth           | Volkswagen-Arena    | 6 de febrero | 17:30      |

| Jornada 22               | Jornada 22                                                | Jornada 22        | Jornada 22                     | Jornada 22    | Jornada 22 |
| Local                    | Resultado                                                 | Visitante         | Estadio                        | Fecha         | Hora       |
| ------------------------ | --------------------------------------------------------- | ----------------- | ------------------------------ | ------------- | ---------- |
| RB Leipzig               | 3 - 1                                                     | Colonia           | Red Bull Arena                 | 11 de febrero | 20:30      |
| Eintracht Fráncfort      | 0 - 2                                                     | Wolfsburgo        | Deutsche Bank Park             | 12 de febrero | 15:30      |
| Borussia Mönchengladbach | 3 - 2 Archivado el 6 de enero de 2022 en Wayback Machine. | Augsburgo         | Borussia-Park                  | 12 de febrero | 15:30      |
| Friburgo                 | 1 - 1 Archivado el 6 de enero de 2022 en Wayback Machine. | Maguncia 05       | Europa-Park Stadion            | 12 de febrero | 15:30      |
| Bochum                   | 4 - 2                                                     | Bayern Múnich     | Vonovia Ruhrstadion            | 12 de febrero | 15:30      |
| Greuther Fürth           | 2 - 1                                                     | Hertha Berlín     | Sportpark Ronhof T. S.         | 12 de febrero | 15:30      |
| Bayer Leverkusen         | 4 - 2                                                     | Stuttgart         | BayArena                       | 12 de febrero | 18:30      |
| Unión Berlín             | 0 - 3                                                     | Borussia Dortmund | Stadion An der Alten Försterei | 13 de febrero | 15:30      |
| Hoffenheim               | 2 - 0 Archivado el 6 de enero de 2022 en Wayback Machine. | Arminia Bielefeld | PreZero Arena                  | 13 de febrero | 17:30      |

| Jornada 23        | Jornada 23                                                | Jornada 23               | Jornada 23          | Jornada 23    | Jornada 23 |
| Local             | Resultado                                                 | Visitante                | Estadio             | Fecha         | Hora       |
| ----------------- | --------------------------------------------------------- | ------------------------ | ------------------- | ------------- | ---------- |
| Maguncia 05       | 3 - 2                                                     | Bayer Leverkusen         | Mewa Arena          | 18 de febrero | 20:30      |
| Wolfsburgo        | 1 - 2                                                     | Hoffenheim               | Volkswagen-Arena    | 19 de febrero | 15:30      |
| Stuttgart         | 1 - 1                                                     | Bochum                   | Mercedes-Benz Arena | 19 de febrero | 15:30      |
| Augsburgo         | 1 - 2 Archivado el 6 de enero de 2022 en Wayback Machine. | Friburgo                 | WWK Arena           | 19 de febrero | 15:30      |
| Arminia Bielefeld | 1 - 0 Archivado el 6 de enero de 2022 en Wayback Machine. | Unión Berlín             | SchücoArena         | 19 de febrero | 15:30      |
| Colonia           | 1 - 0                                                     | Eintracht Fráncfort      | RheinEnergieStadion | 19 de febrero | 20:30      |
| Bayern Múnich     | 4 - 1                                                     | Greuther Fürth           | Allianz Arena       | 20 de febrero | 15:30      |
| Borussia Dortmund | 6 - 0 Archivado el 6 de enero de 2022 en Wayback Machine. | Borussia Mönchengladbach | Signal Iduna Park   | 20 de febrero | 17:30      |
| Hertha Berlín     | 1 - 6                                                     | RB Leipzig               | Olímpico de Berlín  | 20 de febrero | 19:30      |

| Jornada 24               | Jornada 24                                                | Jornada 24        | Jornada 24                     | Jornada 24    | Jornada 24 |
| Local                    | Resultado                                                 | Visitante         | Estadio                        | Fecha         | Hora       |
| ------------------------ | --------------------------------------------------------- | ----------------- | ------------------------------ | ------------- | ---------- |
| Hoffenheim               | 2 - 1                                                     | Stuttgart         | PreZero Arena                  | 25 de febrero | 20:30      |
| Bayer Leverkusen         | 3 - 0 Archivado el 7 de enero de 2022 en Wayback Machine. | Arminia Bielefeld | BayArena                       | 26 de febrero | 15:30      |
| Unión Berlín             | 3 - 1                                                     | Maguncia 05       | Stadion An der Alten Försterei | 26 de febrero | 15:30      |
| Borussia Mönchengladbach | 2 - 2 Archivado el 7 de enero de 2022 en Wayback Machine. | Wolfsburgo        | Borussia-Park                  | 26 de febrero | 15:30      |
| Friburgo                 | 3 - 0 Archivado el 7 de enero de 2022 en Wayback Machine. | Hertha Berlín     | Europa-Park Stadion            | 26 de febrero | 15:30      |
| Greuther Fürth           | 1 - 1                                                     | Colonia           | Sportpark Ronhof T. S.         | 26 de febrero | 15:30      |
| Eintracht Fráncfort      | 0 - 1                                                     | Bayern Múnich     | Deutsche Bank Park             | 26 de febrero | 18:30      |
| Bochum                   | 0 - 1                                                     | RB Leipzig        | Vonovia Ruhrstadion            | 27 de febrero | 15:30      |
| Augsburgo                | 1 - 1                                                     | Borussia Dortmund | WWK Arena                      | 27 de febrero | 17:30      |

| Jornada 25        | Jornada 25                                                | Jornada 25               | Jornada 25          | Jornada 25  | Jornada 25 |
| Local             | Resultado                                                 | Visitante                | Estadio             | Fecha       | Hora       |
| ----------------- | --------------------------------------------------------- | ------------------------ | ------------------- | ----------- | ---------- |
| Arminia Bielefeld | 0 - 1 Archivado el 7 de enero de 2022 en Wayback Machine. | Augsburgo                | SchücoArena         | 4 de marzo  | 20:30      |
| Bayern Múnich     | 1 - 1                                                     | Bayer Leverkusen         | Allianz Arena       | 5 de marzo  | 15:30      |
| RB Leipzig        | 1 - 1 Archivado el 7 de enero de 2022 en Wayback Machine. | Friburgo                 | Red Bull Arena      | 5 de marzo  | 15:30      |
| Wolfsburgo        | 1 - 0                                                     | Unión Berlín             | Volkswagen-Arena    | 5 de marzo  | 15:30      |
| Hertha Berlín     | 1 - 4                                                     | Eintracht Fráncfort      | Olímpico de Berlín  | 5 de marzo  | 15:30      |
| Bochum            | 2 - 1                                                     | Greuther Fürth           | Vonovia Ruhrstadion | 5 de marzo  | 15:30      |
| Stuttgart         | 3 - 2 Archivado el 7 de enero de 2022 en Wayback Machine. | Borussia Mönchengladbach | Mercedes-Benz Arena | 5 de marzo  | 18:30      |
| Colonia           | 0 - 1                                                     | Hoffenheim               | RheinEnergieStadion | 6 de marzo  | 17:30      |
| Maguncia 05       | 0 - 1                                                     | Borussia Dortmund        | Mewa Arena          | 16 de marzo | 18:30      |

| Jornada 26               | Jornada 26                                                | Jornada 26        | Jornada 26                     | Jornada 26  | Jornada 26 |
| Local                    | Resultado                                                 | Visitante         | Estadio                        | Fecha       | Hora       |
| ------------------------ | --------------------------------------------------------- | ----------------- | ------------------------------ | ----------- | ---------- |
| Unión Berlín             | 1 - 1                                                     | Stuttgart         | Stadion An der Alten Försterei | 12 de marzo | 15:30      |
| Friburgo                 | 3 - 2 Archivado el 7 de enero de 2022 en Wayback Machine. | Wolfsburgo        | Europa-Park Stadion            | 12 de marzo | 15:30      |
| Hoffenheim               | 1 - 1                                                     | Bayern Múnich     | PreZero Arena                  | 12 de marzo | 15:30      |
| Borussia Mönchengladbach | 2 - 0 Archivado el 7 de enero de 2022 en Wayback Machine. | Hertha Berlín     | Borussia-Park                  | 12 de marzo | 18:30      |
| Bayer Leverkusen         | 0 - 1                                                     | Colonia           | BayArena                       | 13 de marzo | 15:30      |
| Borussia Dortmund        | 1 - 0 Archivado el 7 de enero de 2022 en Wayback Machine. | Arminia Bielefeld | Signal Iduna Park              | 13 de marzo | 17:30      |
| Eintracht Fráncfort      | 2 - 1                                                     | Bochum            | Deutsche Bank Park             | 13 de marzo | 17:30      |
| Greuther Fürth           | 1 - 6                                                     | RB Leipzig        | Sportpark Ronhof T. S.         | 13 de marzo | 19:30      |
| Augsburgo                | 2 - 1                                                     | Maguncia 05       | WWK Arena                      | 6 de abril  | 18:30      |

| Jornada 27     | Jornada 27                                                | Jornada 27               | Jornada 27             | Jornada 27  | Jornada 27 |
| Local          | Resultado                                                 | Visitante                | Estadio                | Fecha       | Hora       |
| -------------- | --------------------------------------------------------- | ------------------------ | ---------------------- | ----------- | ---------- |
| Bochum         | 0 - 2 Archivado el 7 de enero de 2022 en Wayback Machine. | Borussia Mönchengladbach | Vonovia Ruhrstadion    | 18 de marzo | 20:30      |
| Stuttgart      | 3 - 2                                                     | Augsburgo                | Mercedes-Benz Arena    | 19 de marzo | 15:30      |
| Maguncia 05    | 4 - 0 Archivado el 7 de enero de 2022 en Wayback Machine. | Arminia Bielefeld        | Mewa Arena             | 19 de marzo | 15:30      |
| Hertha Berlín  | 3 - 0                                                     | Hoffenheim               | Olímpico de Berlín     | 19 de marzo | 15:30      |
| Greuther Fürth | 0 - 0 Archivado el 7 de enero de 2022 en Wayback Machine. | Friburgo                 | Sportpark Ronhof T. S. | 19 de marzo | 15:30      |
| Bayern Múnich  | 4 - 0                                                     | Unión Berlín             | Allianz Arena          | 19 de marzo | 18:30      |
| RB Leipzig     | 0 - 0                                                     | Eintracht Fráncfort      | Red Bull Arena         | 20 de marzo | 15:30      |
| Wolfsburgo     | 0 - 2                                                     | Bayer Leverkusen         | Volkswagen-Arena       | 20 de marzo | 17:30      |
| Colonia        | 1 - 1                                                     | Borussia Dortmund        | RheinEnergieStadion    | 20 de marzo | 19:30      |

| Unión Berlín             | 1 - 0                                                     | Colonia        | Stadion An der Alten Försterei | 1 de abril | 20:30 |
| Eintracht Fráncfort      | 0 - 0                                                     | Greuther Fürth | Deutsche Bank Park             | 2 de abril | 15:30 |
| Bayer Leverkusen         | 2 - 1                                                     | Hertha Berlín  | BayArena                       | 2 de abril | 15:30 |
| Friburgo                 | 1 - 4 Archivado el 8 de marzo de 2022 en Wayback Machine. | Bayern Múnich  | Europa-Park Stadion            | 2 de abril | 15:30 |
| Hoffenheim               | 1 - 2                                                     | Bochum         | PreZero Arena                  | 2 de abril | 15:30 |
| Arminia Bielefeld        | 1 - 1 Archivado el 8 de marzo de 2022 en Wayback Machine. | Stuttgart      | SchücoArena                    | 2 de abril | 15:30 |
| Borussia Dortmund        | 1 - 4                                                     | RB Leipzig     | Signal Iduna Park              | 2 de abril | 18:30 |
| Augsburgo                | 3 - 0                                                     | Wolfsburgo     | WWK Arena                      | 3 de abril | 15:30 |
| Borussia Mönchengladbach | 1 - 1 Archivado el 8 de marzo de 2022 en Wayback Machine. | Maguncia 05    | Borussia-Park                  | 3 de abril | 17:30 |

| Stuttgart           | 0 - 2                                                     | Borussia Dortmund        | Mercedes-Benz Arena    | 8 de abril  | 20:30 |
| Bayern Múnich       | 1 - 0                                                     | Augsburgo                | Allianz Arena          | 9 de abril  | 15:30 |
| Wolfsburgo          | 4 - 0 Archivado el 8 de abril de 2022 en Wayback Machine. | Arminia Bielefeld        | Volkswagen-Arena       | 9 de abril  | 15:30 |
| Colonia             | 3 - 2                                                     | Maguncia 05              | RheinEnergieStadion    | 9 de abril  | 15:30 |
| Greuther Fürth      | 0 - 2 Archivado el 8 de abril de 2022 en Wayback Machine. | Borussia Mönchengladbach | Sportpark Ronhof T. S. | 9 de abril  | 15:30 |
| Hertha Berlín       | 1 - 4                                                     | Unión Berlín             | Olímpico de Berlín     | 9 de abril  | 18:30 |
| Bochum              | 0 - 0                                                     | Bayer Leverkusen         | Vonovia Ruhrstadion    | 10 de abril | 15:30 |
| Eintracht Fráncfort | 1 - 2                                                     | Friburgo                 | Deutsche Bank Park     | 10 de abril | 17:30 |
| RB Leipzig          | 3 - 0                                                     | Hoffenheim               | Red Bull Arena         | 10 de abril | 19:30 |

| Borussia Dortmund        | 6 - 1                                                     | Wolfsburgo          | Signal Iduna Park              | 16 de abril | 15:30 |
| Friburgo                 | 3 - 0 Archivado el 9 de abril de 2022 en Wayback Machine. | Bochum              | Europa-Park Stadion            | 16 de abril | 15:30 |
| Maguncia 05              | 0 - 0                                                     | Stuttgart           | Mewa Arena                     | 16 de abril | 15:30 |
| Augsburgo                | 0 - 1                                                     | Hertha Berlín       | WWK Arena                      | 16 de abril | 15:30 |
| Borussia Mönchengladbach | 1 - 3 Archivado el 9 de abril de 2022 en Wayback Machine. | Colonia             | Borussia-Park                  | 16 de abril | 18:30 |
| Arminia Bielefeld        | 0 - 3 Archivado el 9 de abril de 2022 en Wayback Machine. | Bayern Múnich       | SchücoArena                    | 17 de abril | 15:30 |
| Unión Berlín             | 2 - 0                                                     | Eintracht Fráncfort | Stadion An der Alten Försterei | 17 de abril | 17:30 |
| Hoffenheim               | 0 - 0                                                     | Greuther Fürth      | PreZero Arena                  | 17 de abril | 17:30 |
| Bayer Leverkusen         | 0 - 1                                                     | RB Leipzig          | BayArena                       | 17 de abril | 19:30 |

| Wolfsburgo          | 5 - 0                                                     | Maguncia 05              | Volkswagen-Arena       | 22 de abril | 20:30 |
| Eintracht Fráncfort | 2 - 2                                                     | Hoffenheim               | Deutsche Bank Park     | 23 de abril | 15:30 |
| RB Leipzig          | 1 - 2                                                     | Unión Berlín             | Red Bull Arena         | 23 de abril | 15:30 |
| Greuther Fürth      | 1 - 4                                                     | Bayer Leverkusen         | Sportpark Ronhof T. S. | 23 de abril | 15:30 |
| Colonia             | 3 - 1 Archivado el 9 de abril de 2022 en Wayback Machine. | Arminia Bielefeld        | RheinEnergieStadion    | 23 de abril | 15:30 |
| Friburgo            | 3 - 3 Archivado el 9 de abril de 2022 en Wayback Machine. | Borussia Mönchengladbach | Europa-Park Stadion    | 23 de abril | 15:30 |
| Bayern Múnich (C)   | 3 - 1                                                     | Borussia Dortmund        | Allianz Arena          | 23 de abril | 18:30 |
| Bochum              | 0 - 2                                                     | Augsburgo                | Vonovia Ruhrstadion    | 24 de abril | 15:30 |
| Hertha Berlín       | 2 - 0                                                     | Stuttgart                | Olímpico de Berlín     | 24 de abril | 17:30 |

| Unión Berlín             | 1 - 1                                                     | Greuther Fürth      | Stadion An der Alten Försterei | 29 de abril | 20:30 |
| Borussia Dortmund        | 3 - 4                                                     | Bochum              | Signal Iduna Park              | 30 de abril | 15:30 |
| Stuttgart                | 1 - 1                                                     | Wolfsburgo          | Mercedes-Benz Arena            | 30 de abril | 15:30 |
| Maguncia 05              | 3 - 1                                                     | Bayern Múnich       | Mewa Arena                     | 30 de abril | 15:30 |
| Augsburgo                | 1 - 4                                                     | Colonia             | WWK Arena                      | 30 de abril | 15:30 |
| Arminia Bielfeld         | 1 - 1 Archivado el 9 de abril de 2022 en Wayback Machine. | Hertha Berlín       | SchücoArena                    | 30 de abril | 15:30 |
| Hoffenheim               | 3 - 4 Archivado el 9 de abril de 2022 en Wayback Machine. | Friburgo            | PreZero Arena                  | 30 de abril | 18:30 |
| Borussia Mönchengladbach | 3 - 1 Archivado el 9 de abril de 2022 en Wayback Machine. | RB Leipzig          | Borussia-Park                  | 2 de mayo   | 20:30 |
| Bayer Leverkusen         | 2 - 0                                                     | Eintracht Fráncfort | BayArena                       | 2 de mayo   | 20:30 |

| Bochum              | 2 - 1 Archivado el 11 de abril de 2022 en Wayback Machine. | Arminia Bielefeld        | Vonovia Ruhrstadion    | 6 de mayo | 20:30 |
| Friburgo            | 1 - 4 Archivado el 11 de abril de 2022 en Wayback Machine. | Unión Berlín             | Europa-Park Stadion    | 7 de mayo | 15:30 |
| Hoffenheim          | 2 - 4                                                      | Bayer Leverkusen         | PreZero Arena          | 7 de mayo | 15:30 |
| Colonia             | 0 - 1                                                      | Wolfsburgo               | RheinEnergieStadion    | 7 de mayo | 15:30 |
| Greuther Fürth      | 1 - 3                                                      | Borussia Dortmund        | Sportpark Ronhof T. S. | 7 de mayo | 15:30 |
| Hertha Berlín       | 1 - 2                                                      | Maguncia 05              | Olímpico de Berlín     | 7 de mayo | 18:30 |
| Eintracht Fráncfort | 1 - 1                                                      | Borussia Mönchengladbach | Deutsche Bank Park     | 8 de mayo | 15:30 |
| Bayern Múnich       | 2 - 2                                                      | Stuttgart                | Allianz Arena          | 8 de mayo | 17:30 |
| RB Leipzig          | 4 - 0                                                      | Augsburgo                | Red Bull Arena         | 8 de mayo | 19:30 |

| Borussia Dortmund        | 2 - 1                                                    | Hertha Berlín       | Signal Iduna Park              | 14 de mayo | 15:30 |
| Wolfsburgo               | 2 - 2                                                    | Bayern Múnich       | Volkswagen-Arena               | 14 de mayo | 15:30 |
| Bayer Leverkusen         | 2 - 1 Archivado el 8 de mayo de 2022 en Wayback Machine. | Friburgo            | BayArena                       | 14 de mayo | 15:30 |
| Unión Berlín             | 3 - 2                                                    | Bochum              | Stadion An der Alten Försterei | 14 de mayo | 15:30 |
| Borussia Mönchengladbach | 5 - 1 Archivado el 8 de mayo de 2022 en Wayback Machine. | Hoffenheim          | Borussia-Park                  | 14 de mayo | 15:30 |
| Stuttgart                | 2 - 1                                                    | Colonia             | Mercedes-Benz Arena            | 14 de mayo | 15:30 |
| Maguncia 05              | 2 - 2                                                    | Eintracht Fráncfort | Mewa Arena                     | 14 de mayo | 15:30 |
| Augsburgo                | 2 - 1                                                    | Greuther Fürth      | WWK Arena                      | 14 de mayo | 15:30 |
| Arminia Bielefeld        | 1 - 1 Archivado el 8 de mayo de 2022 en Wayback Machine. | RB Leipzig          | SchücoArena                    | 14 de mayo | 15:30 |

### Campeón
| Bundesliga                |
|                           |
| Bayern Múnich 32.° título |

## Play-off de ascenso y descenso
Los horarios corresponden al huso horario de Alemania (Hora central europea): UTC+2 en horario de verano.
| Ida; 19 de mayo de 2022 | Hertha Berlín | 0:1 (0:0) | Hamburgo | Estadio Olímpico, Berlín                                |                                                         |
| 20:30                   |               | Reporte   | Reis 57' | Asistencia: 75 500 espectadores Árbitro(s): Harm Osmers | Asistencia: 75 500 espectadores Árbitro(s): Harm Osmers |

| Vuelta; 23 de mayo de 2022 | Hamburgo | 0:2 (0:1) | Hertha Berlín                | Volksparkstadion, Hamburgo                                |                                                           |
| 20:30                      |          | Reporte   | Boyata 4' · Plattenhardt 63' | Asistencia: 57 000 espectadores Árbitro(s): Deniz Aytekin | Asistencia: 57 000 espectadores Árbitro(s): Deniz Aytekin |

- Hertha Berlín ganó en el resultado global por 2-1, por tanto se mantuvo en la Bundesliga.

## Datos y estadísticas

### Récords
- Primer gol de la temporada: Anotado por Alassane Pléa, para el Borussia Mönchengladbach contra el Bayern de Múnich (13 de agosto de 2021)
- Último gol de la temporada: Anotado por Exequiel Palacios, para el Bayer Leverkusen contra el SC Friburgo (14 de mayo de 2022)
- Gol más rápido: Anotado a los 3 minutos por Yann Sommer en contra jugando para el Borussia Mönchengladbach contra el Bayer Leverkusen (21 de agosto de 2021)
- Gol más cercano al final del encuentro: Anotado a los 90+5 minutos por Sebastian Rudy para el Hoffenheim contra el Augsburgo (14 de agosto de 2021).
- Mayor número de goles marcados en un partido: 9 goles, en el Greuther Fürth 3 - 6 Hoffenheim (27 de noviembre de 2021)
- Partido con más espectadores: 81.365 en el Borussia Dortmund vs. RB Leipzig (2 de abril de 2022)
- Mayor victoria local: Bayern Múnich 7 - 0 Bochum (18 de septiembre de 2021).
- Mayor victoria visitante: Borussia Mönchengladbach 0 - 6 Archivado el 14 de noviembre de 2021 en Wayback Machine. Friburgo (5 de diciembre de 2021).

### Máximos goleadores
| Pos. | Jugador            | Equipo            | Goles |
| ---- | ------------------ | ----------------- | ----- |
| 1    | Robert Lewandowski | Bayern Múnich     | 35    |
| 2    | Patrik Schick      | Bayer Leverkusen  | 24    |
| 3    | Erling Haaland     | Borussia Dortmund | 22    |
| 4    | Anthony Modeste    | F. C. Colonia     | 20    |
| =    | Christopher Nkunku | RB Leipzig        | 20    |
| 6    | Taiwo Awoniyi      | Hertha Berlín     | 15    |
| 7    | Serge Gnabry       | Bayern Múnich     | 14    |
| 8    | Moussa Diaby       | Bayer Leverkusen  | 13    |

### Máximos asistentes
| Pos. | Jugador            | Equipo            | Asist. |
| ---- | ------------------ | ----------------- | ------ |
| 1    | Thomas Müller      | Bayern Múnich     | 18     |
| 2    | Christopher Nkunku | RB Leipzig        | 13     |
| 3    | Marco Reus         | Borussia Dortmund | 12     |
| =    | Moussa Diaby       | Bayer Leverkusen  | 12     |

### Tripletes o más
A continuación se detallan los tripletes conseguidos a lo largo de la temporada.
| Fecha      | Jugador            | Goles           | Local             |                                        | Resultado |                                        | Visitante      | Rep.       |
| ---------- | ------------------ | --------------- | ----------------- | -------------------------------------- | --------- | -------------------------------------- | -------------- | ---------- |
| 28/8/2021  | Robert Lewandowski | 35' 70' 84'     | Bayern Múnich     | Bandera del Estado Libre de Baviera    | 5 – 0     | Bandera de Berlín                      | Hertha Berlín  | Jornada 3  |
| 27/11/2021 | Ihlas Bebou        | 32' 62' 80'     | Greuther Fürth    | Bandera del Estado Libre de Baviera    | 3 – 6     | Bandera de Baden-Wurtemberg            | Hoffenheim     | Jornada 13 |
| 4/12/2021  | Patrik Schick      | 49' 69' 74' 76' | Bayer Leverkusen  | Bandera de Renania del Norte-Westfalia | 7 – 1     | Bandera del Estado Libre de Baviera    | Greuther Fürth | Jornada 14 |
| 14/12/2021 | Serge Gnabry       | 40' 53' 74'     | Stuttgart         | Bandera de Baden-Wurtemberg            | 0 – 5     | Bandera del Estado Libre de Baviera    | Bayern Múnich  | Jornada 16 |
| 15/1/2022  | Robert Lewandowski | 9' 62' 74'      | Colonia           | Bandera de Renania del Norte-Westfalia | 0 – 4     | Bandera del Estado Libre de Baviera    | Bayern Múnich  | Jornada 19 |
| 22/1/2022  | Moussa Diaby       | 24' 65' 69'     | Bayer Leverkusen  | Bandera de Renania del Norte-Westfalia | 5 – 1     | Bandera del Estado Libre de Baviera    | Augsburgo      | Jornada 20 |
| 22/4/2022  | Max Kruse          | 24' 35' 45'     | Wolfsburgo        |                                        | 5 – 0     |                                        | Maguncia 05    | Jornada 31 |
| 30/4/2022  | Erling Haaland     | 18' 30' 62'     | Borussia Dortmund | Bandera de Renania del Norte-Westfalia | 3 – 4     | Bandera de Renania del Norte-Westfalia | Bochum         | Jornada 32 |

## Premios

### Galardones mensuales
| Mes  | Jugador            | Equipo            | Ref. |
| ---- | ------------------ | ----------------- | ---- |
| Ago. | Erling Haaland     | Borussia Dortmund |      |
| Sep. | Florian Wirtz      | Bayer Leverkusen  |      |
| Oct. | Christopher Nkunku | R. B. Leipzig     |      |
| Nov. | Alphonso Davies    | Bayern Múnich     |      |
| Dic. | Patrik Schick      | Bayer Leverkusen  |      |
| Ene. | Thomas Müller      | Bayern Múnich     |      |
| Feb. | Christopher Nkunku | R. B. Leipzig     |      |
| Mar. | Christopher Nkunku | R. B. Leipzig     |      |
| Abr. | Christopher Nkunku | R. B. Leipzig     |      |

### Galardones anuales
| Premio                  | Jugador            | Equipo        | Ref.   |
| ----------------------- | ------------------ | ------------- | ------ |
| Jugador de la temporada | Christopher Nkunku | R. B. Leipzig | [ 27 ] |